# Tadeusz Folek
Tadeusz Folek (ur. 1922 w Ścierniu, zm. 1990 w Kolonii) – polski prawnik, dziennikarz, działacz polonijny w Niemczech.

## Życiorys
Urodził się w 1922 w Ściernie. Był synem powstańca śląskiego. Podczas II wojny światowej w 1943 był aresztowany przez Gestapo i więziony przez niespełna rok w Mysłowicach, później był osadzony w niemieckich obozach koncentracyjnych Groß-Rosen, Sachsenhausen (KL).
Po wojnie studiował prawo na uniwersytetach w Krakowie i Warszawie. Został prawnikiem. W PRL był doradcą prawnym. W latach 70. współpracował z Zakładem Prawa Patentowego i Wynalazczego Uniwersytetu Śląskiego, był członkiem Komisji Odwoławczej przy Urzędzie Patentowym PRL. Specjalizował się w prawie patentowym.
W 1976 wyjechał do Niemiec Zachodnich i zamieszkał w Kolonii, gdzie dostał azyl polityczny. Udzielał się w dziedzinie poradnictwa prawnego w zakresie prawa azylowego. Działał w redakcji polskiego czasopisma „Pogląd” w Niemczech, a pierwszą publikacją wydaną przez wydawnictwo pod tą samą nazwą była jego książka-poradnik Prawo azylu. Był współzałożycielem i wiceprzewodniczącym w Berlinie Towarzystwa Solidarność e.V. (z organizacją było związane wydawnictwo „Pogląd”). W latach 80. działał w emigracyjnej Radzie Naczelnej PPS w Londynie. Był przewodniczącym Zarządu Sekcji Polskiej „Komitetu Narodów Ujarzmionych—Niemcy-Europa” (1988), założycielem Klubu Dyskusyjnego „Myśl Polityczna” im. Józefa Mackiewicza w Kolonii, współpracownikiem Sekcji Polskiej radia Deutschlandfunk i Radia Wolna Europa, korespondentem polskich czasopism w Wielkiej Brytanii i Niemczech.
Został powołany na stanowisko delegata rządu RP na uchodźstwie na terenie Nadrenii i Westfalii od 1 sierpnia 1986. Zamieszkując w Kolonii został powołany przez Prezydenta RP na uchodźstwie członkiem Oddziału VIII Rady Narodowej Rzeczypospolitej Polskiej od początku kadencji 10 czerwca 1989.
W 1990 został odznaczony przez prezydenta RP na uchodźstwie Złotym Krzyżem Zasługi.
Zmarł w 1990. Został pochowany na Cmentarzu Południowym (Südfriedhof) w Kolonii. Jego żoną była Ewa Folek.

## Publikacje
- Pojęcie projektu racjonalizatorskiego na tle ochrony projektów wynalazczych w krajach socjalistycznych (1975)[11]
- Prawo azylu (1983)[12][2]
- Pobyt cudzoziemców, azyl polityczny, obywatelstwo, adopcja w Republice Federalnej Niemiec. Vademecum prawne cudzoziemca w RFN (1985)[13][2]
- Prawo azylu i dziedziczenie obywatelstwa niemieckiego. Przepisy ustawowe wraz z komentarzem według stanu prawnego na dzień 1 marca 1989 r. (1989)[14][2]